# David Gilbert (écrivain)
Pour les articles homonymes, voir David Gilbert et Gilbert.
David Gilbert, né le 12 juillet 1967 à Paris, est un écrivain américain.

## Œuvres

### Romans
- Les Normaux, traduit de l'anglais par Jean-Luc Piningre,, Belfond, 2006 ((en) The Normals, 2004)
- & Fils, traduit de l'anglais par Clément Baude,, Actes Sud, 2015 ((en) & Sons, 2013)

## Recueil de nouvelles
- Les Marchands de vanité, Belfond, 2007 ((en) Remote Feed, 1998)